# Froggattimyia nicholsoni
Froggattimyia nicholsoni là một loài ruồi trong họ Tachinidae.